# إرشاد الساري في شرح صحيح البخاري

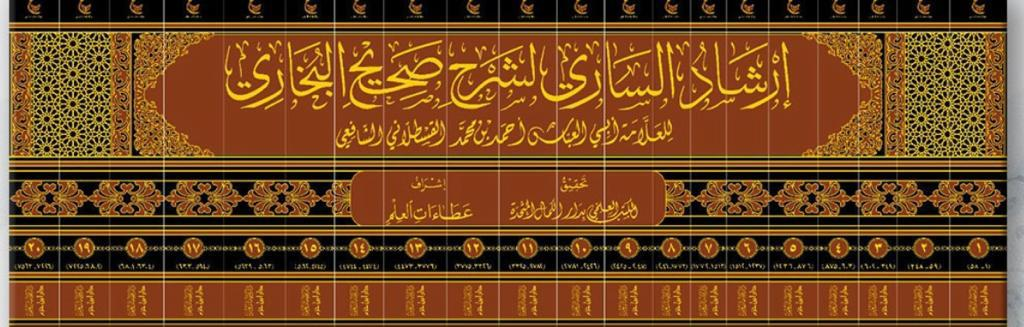

إرشاد الساري في شرح صحيح البخاري هو كتاب من كتب تحقيق الحديث، ألفه الشيخ شهاب الدين القسطلاني (851 هـ - 923 هـ)، يعتبر الكتابُ مرجعاً في فقه الحديث وهو شرحٌ على أصح الكتب بعد القرآن الكريم وهو صحيح البخاري، اعتمد فيه مصنفه على شرح السند والمتن، وهو يشرح المفردات ويبين ما يستنبط من الحديث أيضا معتمدا على أقوال وآراء أهل العلم والفقه. أكبر ميزة له أن القسطلاني ضبط فيه متن البخاري حرفا حرفا وكلمة كلمة كما ذكر ذلك أبو الأشبال أحمد محمد شاكر في مقدمة كتابه النسخة اليونينية من صحيح البخاري، وفيه ميزة عظيمة أنه يدرّب قارئه على العلم بأسماء رجال الحديث وضبطها، فهو يكرر إضاح الاسم في كل موضع يتكرر، فلا يخرج منه قارئه إلا ورجال البخاري كأنهم أهل حيّه.

## مقدمة إرشاد الساري
افتتح شهاب الدين القسطلاني كتابه «إرشاد الساري» بمقدمة تتضمن فصولاً:
1. الفصل الأول: في فضيلة أهل الحديث، وشرفهم في القديم والحديث.
2. الفصل الثاني: ذكر أول من دون الحديث والسنن، ومن تلاه في ذلك سالكا أحسن السنن.
3. الفصل الثالث: نبذة لطيفة جامعة لفرائد فوائد مصطلح الحديث عند أهله، وتقسيم أنواعه، وكيفية تحمله، وأدائه ونقله، مما لا بد للخائض في هذا الشرح منه، لما عُلم أن لكلِ أهلِ فنٍّ اصطلاحا يجب استحضارُه عند الخوض فيه.
4. الفصل الرابع: فيما يتعلق بالبخاري في صحيحه من تقرير شرطه، وتحريره وضبطه، وترجيحه على غيره كصحيح مسلم ومن سار كسيره، والجواب عما انتقده عليه النقادُ من الأحاديث، ورجال الإسناد، وبيان موضوعه، وتفرده بمجموعه، وتراجمه البديعة المثال، المنيعة المنال، وسبب تقطيعه للحديث واختصاره، وإعادته له في الأبواب وتكراره، وعدة أحاديثه الأصول والمكررة، حسبما ضبطه الحافظ ابن حجر العسقلاني وحرره.
5. الفصل الخامس: ذكر نسب البخاري ونسبته، ومولده وبدء أمره ونشأته، وطلبه للعلم وذكر بعض شيوخه ومن أخذ عنه ورحلاته، وسعة حفظه وسيلان ذهنه، وثناء الناس عليه بفقهه، وزهده وورعه وعبادته، وما ذكر من محنته ومنحته، بعد وفاته.

## الباعث على تأليفه
قال المؤلف بعد أن أشاد بصحيح البخاري ومكانته: لطالما خطر في الخاطر المخاطر أن أعلق عليه شرحا أمزجه فيه مزجا، وأدرجه ضمنه درجًا، أميّز فيه الأصل من الشرح بالحمرة والمداد، واختلاف الروايات بغيرهما، ليدرك الناظر سريعا المراد، فيكون باديًا بالصفحة، مدركًا باللمحة، كاشفاً بعض أسراره لطالبيه، رافع النقاب عن وجوه معانيه لمعانيه، موضّحاً مشكله، فاتحا مقفله، مقيّداً مهمله، وافيًا بتغليق تعليقه، كافيا في إرشاد الساري لتحقيقه، محرراً لرواياته، معرباً عن غرائبه وخفيّاته.